# Sardar
Pour les articles homonymes, voir Sardar (homonymie).

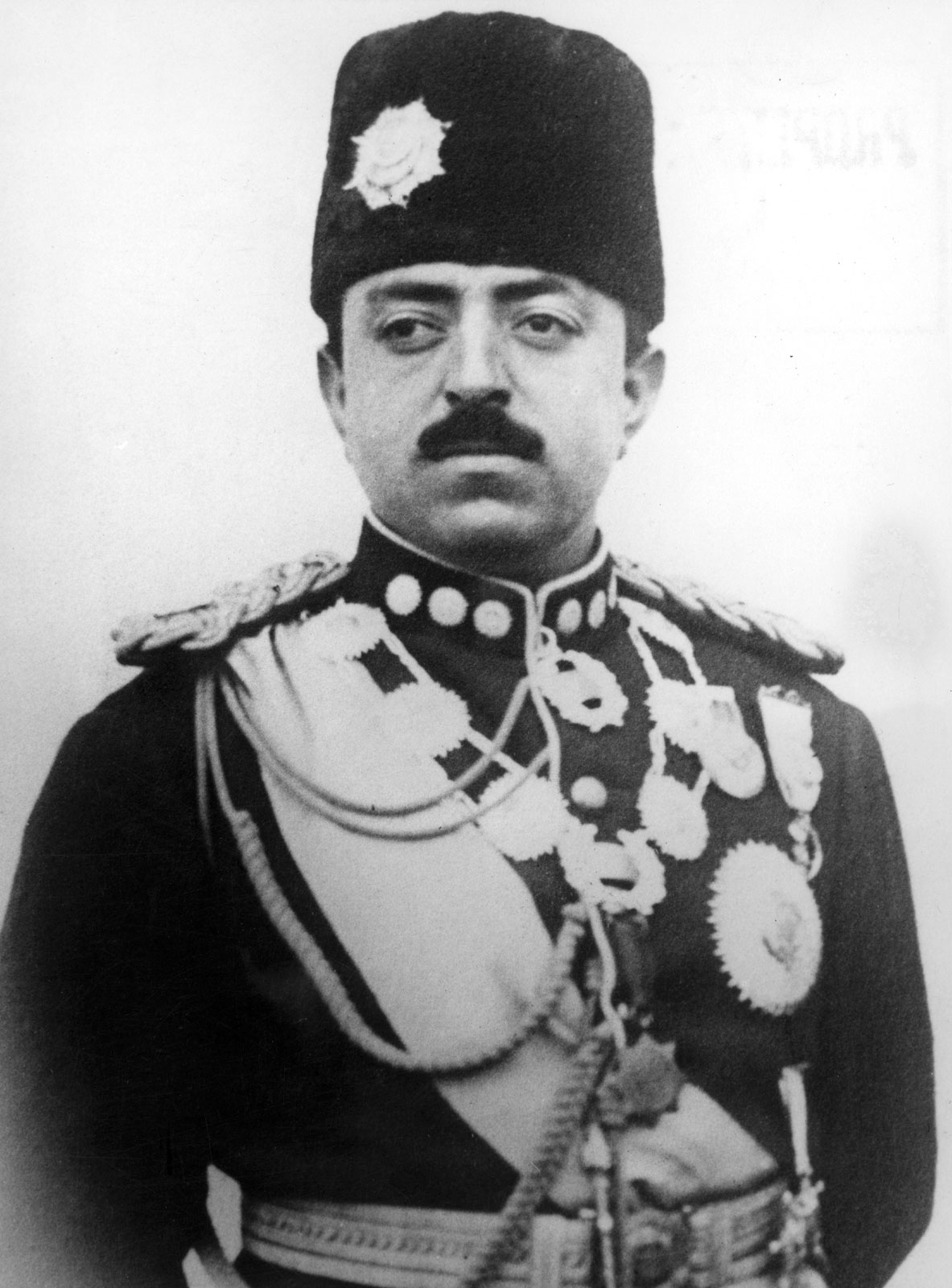
Le roi Amanullah Khan donnait le titre de Sardar-i-Ala à ceux qui avaient rendu des services exceptionnels à la Couronne.

Sardar est un terme utilisé dans le sikhisme, historiquement, pour désigner un chef de bataillon. Il vient du perse, des mots sar, la tête, et dar, un dérivé du verbe tenir. 
Aujourd'hui, le terme est plus respectueux que monsieur et correspondrait à chef, ou directeur. Ce mot est d'une connotation plus hiérarchique que baba. Au féminin, Sardani est utilisé. Les mots Sirdar ou Serdar sont des synonymes de Sardar. Ils ont été employés au Moyen Âge du Caucase à l'Asie du sud envers tout noble, puis comme grade militaire ou, encore, pour désigner un chef de groupes de sherpas, par exemple.